# Hopfensommer
Hopfensommer ist ein deutscher Film aus dem Jahre 2011.

## Handlung
Nachdem sein Vater Josef einen Herzinfarkt hatte, kehrt Sohn Karl auf den elterlichen Hof zurück. Er hatte ihn verlassen, da er mit der Schuld, die sein Vater ihm für den Tod seiner Schwester gab, nicht mehr leben konnte.
Vater und Sohn bekommen sich immer wieder in die Wolle. Als Karl den Hof übernehmen will, stellt sich die Frage, mit wem. Einmal ist da Jugendfreundin Leni, die ihren Hof alleine mit ihrer Tochter betreibt, und zum zweiten die Stripperin Sophie. Ihre Familie baute einst auch Hopfen an, musste den Betrieb aber infolge eines Hagelschlags aufgeben, da sie nicht dagegen versichert war.

## Produktion
Die Dreharbeiten fanden zwischen 18. August 2009 und 21. September 2009 in Wolnzach, Niederlauterbach, Hüll, Geisenfeld und Umgebung sowie München statt.
Die Erstausstrahlung fand am 24. August 2011 statt. Dabei hatte sie mit 5,46 Millionen Zuschauer einen Marktanteil von 19,4 %.

## Kritik
Prisma meint, es sei ein gelungener Mix aus Familienfilm und Heimatdrama.
TV Spielfilm findet: „Die Ex-Hopfenbäuerin jobt nach einem Hagelschlag als Stripperin … Dramaturgisches Reinheitsgebot? Nö! Aber auch dieses Heimatfilmklischeegebräu geriet zum Teil ganz süffig“, und urteilt abschließend: „Hopfen und Schmalz – Gott erhalt’s.“
Rainer Tittelbach lobt den Film durchwegs trotz der bekannten Heimatfilm-Klischees: „Das dramatische Potenzial des Stoffs wird realistisch herunter gebrochen auf alltägliche Szenen. Dass die guten, bestens gecasteten Schauspieler die Probleme herunterspielen oder nachdenklich und leise auflösen, trägt das ihre zur angenehmen Wirkung des Films bei.“